# Myriotrochus
Genre
Synonymes
- Oligotrochus M. Sars, 1866[2]

Myriotrochus est un genre d'holothuries (concombres de mer) abyssales de la famille des Myriotrochidae.

## Description
Ce sont de petites holothuries vagiles de forme allongée, munies de nombreux tentacules buccaux digités. Elles n'ont ni podia ni canaux radiaux. Elles n'ont pas non plus d'appareil respiratoire, et respirent directement à travers leur peau. Leurs ossicules sont en forme de roues à 8 rayons ou plus. 
Ce sont des holothuries abyssales extrêmes, et sans doute l'un des groupes d'échinodermes vivant le plus profond.

## Liste d'espèces
Selon World Register of Marine Species (17 avril 2021) :
- Myriotrochus ahearnae Pawson, Nizinski & Ames in Pawson & al., 2015
- Myriotrochus antarcticus Smirnov & Bardsley, 1997
- Myriotrochus bathybius Clark, 1920
- Myriotrochus clarki Gage & Billett, 1986
- Myriotrochus eurycyclus Heding, 1935
- Myriotrochus giganteus Clark, 1920
- Myriotrochus hesperides O'Loughlin & Manjón-Cabeza, 2009
- Myriotrochus longissimus Belyaev, 1970
- Myriotrochus macquoriensis Belyaev & Mironov, 1981
- Myriotrochus meteorensis Bohn, 2005
- Myriotrochus mitis Belyaev, 1970
- Myriotrochus mitsukurii Ohshima, 1915
- Myriotrochus neocaledonicus Smirnov, 1999
- Myriotrochus nikiae O'Loughlin & VandenSpiegel, 2010
- Myriotrochus rinkii Steenstrup, 1851
- Myriotrochus rotulus Smirnov, 1999
- † Myriotrochus smirnovi (Reich, 2002)
- Myriotrochus theeli Östergren, 1905
- Myriotrochus vitreus (Sars M, 1866)